# Stien Kaiser
Christina Wilhelmina Baas-Kaiser, detta Stien (Delft, 20 maggio 1938 – 23 giugno 2022), è stata una pattinatrice di velocità su ghiaccio olandese.

## Palmarès
Olimpiadi
- 4 medaglie:
  - 1 oro (3000 m a Sapporo 1972)
  - 1 argento (1500 m a Sapporo 1972)
  - 2 bronzi (1500 m a Grenoble 1968, 3000 m a Grenoble 1968)

Mondiali
- 8 medaglie:
  - 2 ori (Deventer 1967, Helsinki 1968)
  - 4 argenti (Grenoble 1969, West Allis 1970, Helsinki 1971, Heerenveen 1972)
  - 2 bronzi (Oulu 1965, Trondheim 1966)

Europei
- 1 medaglia:
  - 1 argento (Heerenveen 1970)